# FCR 2001 Duisburg

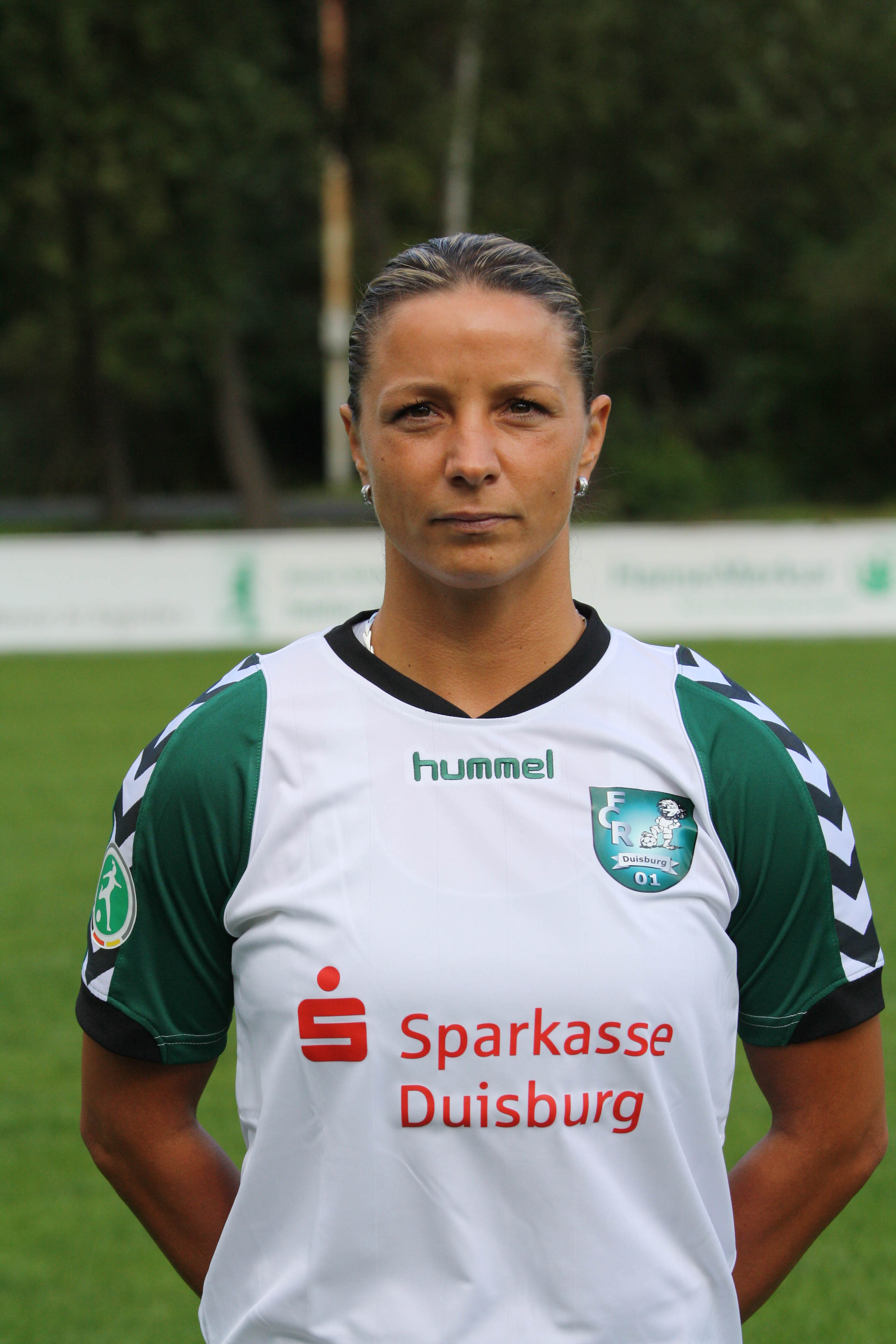
Inka Grings, FCR 2001 Duisburg

FCR 2001 Duisburg (w latach 1977–1997 FC Rumeln-Kaldenhausen, a w latach 1997–2001 FCR Duisburg 55) – żeński klub piłki nożnej z Duisburga, założony 8 czerwca 2001, a formalnie zlikwidowany 1 stycznia 2014 na skutek bankructwa. Przez wiele sezonów występował w kobiecej Bundeslidze, zajmując czołowe miejsca. Drużyna nosiła przydomek „Lwice”, z uwagi na klubowy herb.
Największym sukcesem zespołu jest wywalczenie mistrzostwa Niemiec w sezonie 1999/2000 (jedynego w historii). W ekipie tej, od 1995 r. do 2011 r. grała jedna z najpopularniejszych niemieckich piłkarek Inka Grings. Wiele piłkarek było młodzieżowymi, bądź seniorskimi reprezentantkami Niemiec. Występowała tu również m.in. królowa strzelczyń MŚ Kobiet U20 z 2010 r. Alexandra Popp. Drużyna odnosiła także sukcesy w Lidze Mistrzyń, w tym raz ją wygrała (sezon 2008/09). Trzykrotnie zdobywała również Puchar DFB kobiet (1998, 2009, 2010). W 2014 r. klub został rozwiązany z powodu niewypłacalności, a w jego miejsce powstała kobieca sekcja MSV Duisburg. W 2015 r. zespół spadł do 2. Bundesligi, by w 2016 r. powrócić do Bundesligi, wygrywając wszystkie 22 mecze w grupie północnej 2. Bundesligi.